# Gena Gas
Gena Gas, pseudonimo di Gennarina De Nicola (Pozzuoli, 17 gennaio 1959), è un'attrice e cantante italiana.
Ha avuto il suo periodo di maggiore notorietà durante gli anni Ottanta, principalmente come pin-up e soubrette televisiva.

## Biografia
Dopo avere lavorato alcuni anni come modella e attrice a New York, nel 1981 ha fatto ritorno in Italia dove ha inciso il suo primo singolo, Famme ballà (nun me scuccià), con cui ha partecipato ad alcune trasmissioni, tra cui Discoring e Il barattolo. Nel 1982 ha partecipato al Festivalbar con il brano S.O.S. ti amo, scritto da Cristiano Malgioglio. Nello stesso anno ha preso parte al varietà televisivo diretto da Enzo Trapani Due di tutto, dove improvvisava uno strip ogniqualvolta un intervento durasse di più dei due minuti previsti dal format.
Dopo avere inciso altri 45 giri e interpretato il film Popcorn e patatine con Nino D'Angelo, nel 1986 ha preso parte, come showgirl, al varietà estivo di Romolo Siena Crazy Boat, curiosa fusione di varietà tradizionale, sitcom e commedia musicale. Tra gennaio e luglio 1987 ha affiancato Bruno Gozzi e Cristiano Malgioglio alla conduzione del programma musicale di Rai 3 Pokerconcerto.
Dalla fine degli anni Ottanta ha diradato le sue presenze nel mondo dello spettacolo; nel 1997 ha inciso un ultimo 45 giri, Paris Latino.

## Televisione
- Due di tutto, Rai 2 - regia di Enzo Trapani (1982)

## Filmografia
- Cicciabomba, regia di Umberto Lenzi (1982)
- Popcorn e patatine, regia di Mariano Laurenti (1985)
- 3 Supermen in Santo Domingo, regia di Italo Martinenghi (1986)

## Discografia

### Singoli
- 1981 - Famme ballà (nun me scuccià)/Aria di burrasca (Durium, Ld A 8115)
- 1982 - S.O.S. ti amo/Il tangaccio (F1 Team, P 628)
- 1984 - La bambola di gesso/Tu sei il mio bene (CDP, CDP 23006)
- 1985 - Let It Burn (Vien'a caa')/Dear John (Hollywood Records, HO 82501)
- 1997 - Paris Latino/Paris Latino (Radio Version) (Evasioni Latine, EL 019)[5]